# Kanton Céret
Céret is een voormalig kanton van het Franse departement Pyrénées-Orientales. Het kanton maakte deel uit van het arrondissement Céret. Het werd opgeheven bij decreet van 26 februari 2015 met uitwerking op 22 maart 2015.

## Gemeenten
Het kanton Céret omvatte de volgende gemeenten:
- Banyuls-dels-Aspres
- Calmeilles
- Céret (hoofdplaats)
- L'Albère
- Le Boulou
- Le Perthus
- Les Cluses
- Maureillas-las-Illas
- Montauriol
- Oms
- Reynès
- Saint-Jean-Pla-de-Corts
- Taillet
- Vivès